# 莫里莱斯
莫里莱斯，是西班牙安达卢西亚自治区科尔多瓦省的一个市镇。总面积19平方公里，总人口3730人（2001年），人口密度196人/平方公里。